# Championnat de Grèce de rugby à XV 2012-2013
 (signalé en juillet 2025).
Si vous disposez d'ouvrages ou d'articles de référence ou si vous connaissez des sites web de qualité traitant du thème abordé ici, merci de compléter l'article en donnant les références utiles à sa vérifiabilité et en les liant à la section « Notes et références ».
- Archive Wikiwix
- Bing
- Cairn
- DuckDuckGo
- E. Universalis
- Gallica
- Google
- G. Books
- G. News
- G. Scholar
- Persée
- Qwant
- (zh) Baidu
- (ru) Yandex
- (wd) trouver des œuvres sur Wikidata

 (juillet 2025).
Motif : Coquille vide sans rédaction ni la moindre source. L'article principal (à compléter) devrait être suffisant pour aborder cette compétition
- Archive Wikiwix
- Bing
- Cairn
- DuckDuckGo
- E. Universalis
- Gallica
- Google
- G. Books
- G. News
- G. Scholar
- Persée
- Qwant
- (zh) Baidu
- (ru) Yandex
- (wd) trouver des œuvres sur Wikidata

| 1. | Préciser le motif de la pose du bandeau. | Précisez le motif de la pose du bandeau en utilisant la syntaxe suivante : {{admissibilité à vérifier\|date=juillet 2025\|motif=remplacez ce texte par le motif}}                                                 |
| 2. | Informer les utilisateurs concernés.     | Pensez à avertir le créateur de l'article, par exemple, en insérant le code ci-dessous sur sa page de discussion : {{subst:avertissement admissibilité à vérifier\|Championnat de Grèce de rugby à XV 2012-2013}} |

Navigation
Championnat de Grèce 2011-2012 Championnat de Grèce 2013-2014
Le championnat de Grèce de rugby à XV 2012-2013 se déroule du 6 octobre 2012 au 9 mars 2013. Pour cette saison, le protocole reprend la phase régulière suivie de Play-Offs. La phase régulière regroupe sept journées où les sept équipes du championnat se rencontrent une fois. Au terme de la phase régulière a lieu les Play-offs ou Demi-finales. Les quatre premières équipes se rencontrent une fois ce qui déterminent la finale du championnat qui sera disputée le 9 mars 2013.
- Attention: À la fin de la saison régulière, la fédération nationale décide que la phase de play-off n'aura pas lieu et que l'équipe championne est celle qui est première au classement à la fin de la septième journée. Le championnat se termine ainsi début février.

## Présentation

### Liste des clubs en compétition
| Attica Springboks Athens RFC Athens Spartans Egaleo City RFC Iraklis Thessaloniki Thessaloniki Lions Ippotes Rhodos |

| Équipe               | Stade                       | Capacité | Ville, Comté  |
| -------------------- | --------------------------- | -------- | ------------- |
| Iraklis Thessaloniki | Stade Katsaneio             |          | Thessalonique |
| Thessaloniki Lions   | Centre Matta                |          | Thessalonique |
| Athens RFC           | Stade Apollon Xalandriou    |          | Athènes       |
| Athens Spartans      | Stade Sent Lorrence College |          | Athènes       |
| Attica Springboks    | Stade Apilion-Koropi        |          | Attique       |
| Ippotes Rhodes       | Stade Paradeisi             |          | Rhodes        |
| City Aigaleo         | Stade Municipal Chaidari    |          | Chaïdári      |

### Maillots des équipes
| Thessaloniki Lions | Athens RFC | Attica Springboks | Spartans Athens RFC | Aigaleo City RFC | Ippotes · Rhodes | Iraklis Thessaloniki |  |

## Résumé des résultats

### Classement du Championnat
| Rang | Club                  | J | V | N | D | Pm  | Pe  | Diff | Pts |
| ---- | --------------------- | - | - | - | - | --- | --- | ---- | --- |
| 1    | Iraklis Thessaloniki  | 6 | 5 | 0 | 1 | 155 | 57  | +98  | 16  |
| 2    | Lions Thessaloniki    | 6 | 4 | 0 | 2 | 140 | 66  | +74  | 14  |
| 3    | Athens RFC            | 6 | 4 | 0 | 2 | 171 | 111 | +60  | 14  |
| 4    | Attica Springboks (T) | 6 | 5 | 0 | 1 | 231 | 46  | +185 | 12  |
| 5    | Aigaleo City          | 6 | 1 | 0 | 5 | 57  | 306 | -249 | 8   |
| 6    | Athens Spartans       | 6 | 2 | 0 | 4 | 77  | 148 | -71  | 2   |
| 7    | Ippotes Rhodes        | 6 | 0 | 0 | 6 | 46  | 145 | -99  | -5  |

|  | T : tenant du titre 2012 |

Attribution des points : victoire : 3, match nul : 2, défaite : 1, forfait : Retrait de la compétition.
Pénalité -3 points aux Springboks

## Déroulement de la saison
Le championnat se déroule normalement pour la phase régulière. Les premières journées ont lieu sans aucun forfait d'équipe. Le championnat voit logiquement les Springboks d'Athènes prendre la tête du championnat suivis des Athens RFC. À partir de la cinquième journée, plusieurs matches sont joués sur tapis vert à la suite des forfaits des équipes des Spartans, Rhodes. C'est également à la troisième journée qu'a lieu l'arrêt du match (14e) entre Iraklis et Springboks à la suite d'affrontements entre joueurs des deux équipes. Iraklis est déclarée vainqueur sur tapis vert (25-0) et Springboks est punie de -3 points pour conditions de matches non réglementaires.
A la septième journée, la fédération annonce que les play-offs n'auront pas lieu et que le championnat est terminé après les forfaits des équipes de Rhodes et Spartans.
La fédération annonce que le champion est l'équipe classée première du classement : Iraklis. L'équipe championne Iraklis Thessalonique a joué 4 matches (3 victoires et 1 défaite), remporté 2 matches sur tapis vert. L'équipe des Athens RFC a joué 6 matches (4 victoires et 2 défaites) dont victoire contre Iraklis. L'équipe des Lions a joué 5 matches (3 victoires et 2 défaites), remporté 1 match sur tapis vert. L'équipe des Springboks a joué 4 matchs (4 victoires), remporté 1 match sur tapis vert, perdu 1 match sur tapis vert, perte de 3 points (seule pénalité infligée par la fédération)

## Résultats détaillés

### Phase régulière

#### 1rejournée- 6/7 octobre
Lions Thessaloniki – Iraklis Thessaloniki 12-13
Athens Rugby – Attica Springboks 7- 46
Spartans Athènes – Egaleo City 30-5.

#### 2eJournée -20/21 octobre
Iraklis Thessaloniki – Ippotes Rhodes 23-20 
Αιγάλεω – Athens Rugby 3-73
Attica Spr. – Spartans 55-7

#### 3eJournée -  3/4 novembre
Ippotes Rhodes – Lions Thessaloniki 11-13
Athens Rugby– Spartans 38-15
Attica Spr. – Egaleo City 78-0

#### 4eJournée -1/2 décembre
Ippotes Rhodes – Athens Rugby 15-34
Lions Thessaloniki – Attica Spr. 7-27
Iraklis Thessaloniki – Egaleo City 58-13

#### 5eJournée - 12/13 janvier
Attica Spr. – Iraklis Thessaloniki 0-25 (P.P)
Egaleo City – Lions Thessaloniki 7-67
Spartans – Ippotes Rhodes 25-0 (P.P)

#### 6eJournée - 26/27 janvier
Ippotes Rhodes – Attica Spr. 0-25 (P.P)
Lions Thessaloniki – Athens Rugby 16-8
Iraklis Thessaloniki – Spartans 25-0 (P.P)

#### 7eJournée - 9/10 février
Athens Rugby – Iraklis Thessaloniki 12-11
Spartans – Lions Thessaloniki 0-25 (P.P)
Egaleo City - Ippotes Rhodes  25-0 (P.P)